# Arachnis verna
Arachnis verna là một loài bướm đêm thuộc phân họ Arctiinae, họ Erebidae.